# 肥後ずいき
肥後ずいき（ひごずいき、肥後随喜、肥後芋茎）は、熊本県に産するハスイモの茎を干したものである。食用（芋茎）としても用いられるが、ここでは性具としての利用について記述する。肥後細川藩が徳川将軍家への献上品に定め、参勤交代の土産物として持参したとされ、大奥などで使用されたとされる。
現在では熊本土産として市販されているが、2025年時点では、菊陽町にある肥後ずいき専門店でのみ購入することができる。

## 概要

### 名称
「ずいき」の名称は、夢窓疎石の「いもの葉に置く白露のたまらぬはこれや随喜の涙なるらん」という歌に由来するとされる。これは「白露」を精液の暗喩として、肥後ずいきの効能を詠んだ猥歌である、との解釈が可能である。

### 製法・原理・効能
ハスイモの葉柄の皮をむいて乾燥させたものである。これは食用にもなるが、芋そのものは固くて食用にはならない。これに含まれる成分サポニンが男女の生殖器、とりわけ女性の膣に刺激をもたらし性的快感を与える。また、この有効成分により陰茎に流入する血流が増加し、陰茎も一時的に増大する。腐敗させなければ、製品から有効成分がなくなってしまうまで何回か使用できる。

### 製品の種類
紐状にしたままのものや、編み上げて張形として使えるようにしたもの、陰茎に装着するリングやネット状に編み上げられたもの、膣内に挿入する玉状のもの、指に装着して使用するもの等がある。

## 使用方法
水または湯に浸して柔らかくしてから女性器に挿入して使用する。紐状の肥後ずいきは陰茎に巻きつけ、キャップ状に編み上げられたものは陰茎にかぶせて性交時に使用する。また、編み上げられて作られていた肥後ずいきが解けても、陰茎に巻き付けて使用することができる。ただし、コンドームを使用すると男性側には有効成分が作用せず、快感が増えることはない。